# Arnold Rutkowski
Arnold Rutkowski (* 20. Jahrhundert in Łódź) ist ein Tenor polnischer Herkunft.

## Leben und Karriere
Rutkowski erhielt von 1999 bis 2005 in der Grażyna-und-Kiejstut-Bacewicz-Musikakademie in Łódź eine Ausbildung. Während dieser Zeit trat er in Bornholm in Dänemark als Ferrando in Così fan tutte von Wolfgang Amadeus Mozart auf. Nach seinem Abschluss wurde er nach St. Moritz in die Schweiz eingeladen, wo er Un giorno di regno von Giuseppe Verdi sang.
Seine internationale Karriere begann 2009 nach dem Debüt in Modena im Luciano Pavarotti Theatre. In demselben Jahr wurde er von Plácido Domingo eingeladen, um während seines Konzertes in Polen aufzutreten und an dem internationalen Wettbewerb Operalia teilzunehmen, wo er den CulturArte Prize gewann.
In den Jahren 2006 bis 2008 erweiterte er sein Repertoire um die Rollen des Rodolfo, Duca, Don Jose, Alfredo und Ismaele, indem er in der Breslauer Oper und im Teatr Wielki in Warschau (Rodolfo, Stefan) auftrat. Im Jahre 2009 trat er als Don Jose im Teatro de la Opera in San Juan (Puerto Rico) und in Phoenix Metropolitan Opera (USA) auf. 2009 folgten Auftritte im Teatro Comunale in Ferrara und im Teatro Alighieri in Ravenna.
Im Jahre 2010 hatte Arnold Rutkowski sein Debüt in Deutschland und sang bei der Rigoletto Gala im Wiesbaden Opera House die Rolle des Duca. 2011 trat er während des Rheingau Musik Festival – Große Operngala auf und gab sein Radiodebüt für den Bayerischen Rundfunk mit dem Münchner Rundfunkorchester. Kurz danach sang er in Madama Butterfly in der Deutschen Oper am Rhein in Düsseldorf. 2011 hatte er einen Auftritt im Michigan Opera Theatre in Detroit mit der Rolle des Duck in Rigoletto. In der Saison 2010–2011 folgten Auftritte in der Staatsoper Berlin, der Finnischen Nationaloper in Helsinki und beim Szeged Open-Air Festival in Ungarn. In der Saison 2011 sang Rutkowski ebenfalls in der Königlichen Oper in Stockholm, in der Staatsoper in Hamburg und in Wien.
2011 trat er erneut in der Staatsoper Berlin auf, als Lenski in Eugen Onegin von P. I. Tchaikovsky. Er sang auch Pinkerton in Madama Butterfly, Don Jose in Carmen in der Deutschen Oper am Rhein in Düsseldorf und Duck in Rigoletto in Tchaikovsky Concert Hall in Moskau.

## Preise
Im Jahre 2009 gewann Arnold Rutkowski den europäischen Jan-Kiepura-Wettbewerb und den CulturArte-Preis des internationalen Operalia-Wettbewerbes. Er erhielt außerdem den Publikumspreis während der Klassikmania Competition in Wien.